# 忍 (漫画家)
忍（しのび）は、日本の漫画家。香川県出身。女性。
自身のサイト「忍の保存庫」において漫画・アニメの二次創作やパロディを公表。2008年にスクウェア・エニックス刊『ガンガンパワード』の勝ち抜き投稿企画「4ページで4コママンガやってみないか?」にエントリーした『ヤンデレ彼女』が3号連続勝ち抜きを達成し、2009年2月号の単独読み切り掲載を経て同年4月より『ガンガンパワード』の後継誌『月刊ガンガンJOKER』およびウェブコミック配信サイト『ガンガンONLINE』で並行連載していた。

## 人物
自画像は忍者の装束を着て骸骨の仮面を被ったキャラクターで表現されている。
『アカギ 〜闇に降り立った天才〜』（福本伸行）の登場人物・鷲巣巌のファンで、自身のサイトに多数のイラストなどを掲載している。

## 作品リスト
- 根暗娘とインターネット（『ガンガンONLINE』、読み切り）
- 木ノ宮書店 海岸寺駅前店（先輩アンソロジー、読み切り）
- ヤンデレ彼女（『月刊ガンガンJOKER』・『ガンガンONLINE』並行連載、全17巻）
- 地獄のオルフェ（『増刊ヤングガンガンビッグ』連載）
- 西悠々記（『月刊ビッグガンガン』連載、全2巻）
- 息子の嫁（『Champion タップ!』連載、2013年7月4日 - 2018年6月7日、全5巻）
- 神恋-カミコイ-（『月刊ガンガンJOKER』・『ガンガンONLINE』並行連載、全2巻）
- オタカレ腐女カノ（『月刊ガンガンJOKER』→『ガンガンpixiv』連載、全2巻）
- 次回作は異世界漫画家（『月刊プリンセス』連載、全2巻）